# Paál István (szobrász)
Paál István (Nagyszénás, 1935. június 26. – Budapest, 2010. szeptember 28.) magyar szobrász. Főként köztéri szobrokat alkotott.

## Életpályája
A középiskola elvégzése után, 1953 és 1959 között a Magyar Képzőművészeti Főiskola hallgatója volt, ahol mestere Kisfaludi Strobl Zsigmond volt. 1969 és 1972 között Derkovits-ösztöndíjban részesült. Első művein még az avantgárd hatásai érződnek, később azonban egyre realistább ábrázolásmódja lett. Petőfi-mellszobra 1983-ban első díjat nyert a Petőfi Sándor születésének 160. évfordulójára meghirdetett országos pályázaton, Kiskőrösön. Megnősült, családot alapított. Ekkor már Budapesten élt. Felesége 2001-ben hunyt el, sírjára ő maga tervezett egy bronz domborművet (ennek vázlata portréképe mellett, a falon látható). Kilenc évvel felesége halála után, 2010-ben hunyt el.
Tagja volt a Magyar Képzőművészek és Iparművészek Szövetségének és a Magyar Népköztársaság Művészeti Alapjának.

## Alkotásai
- Kétfigurás parkdíszítő szobor – mészkő (Székesfehérvár, 1962)
- Romwalter Alfréd mellszobra – mészkő (Sopron, 1964)
- Játszótéri plasztika – mészkő (Mosonmagyaróvár, 1965)
- Sobó Jenő mellszobra – mészkő (Sopron, 1967)

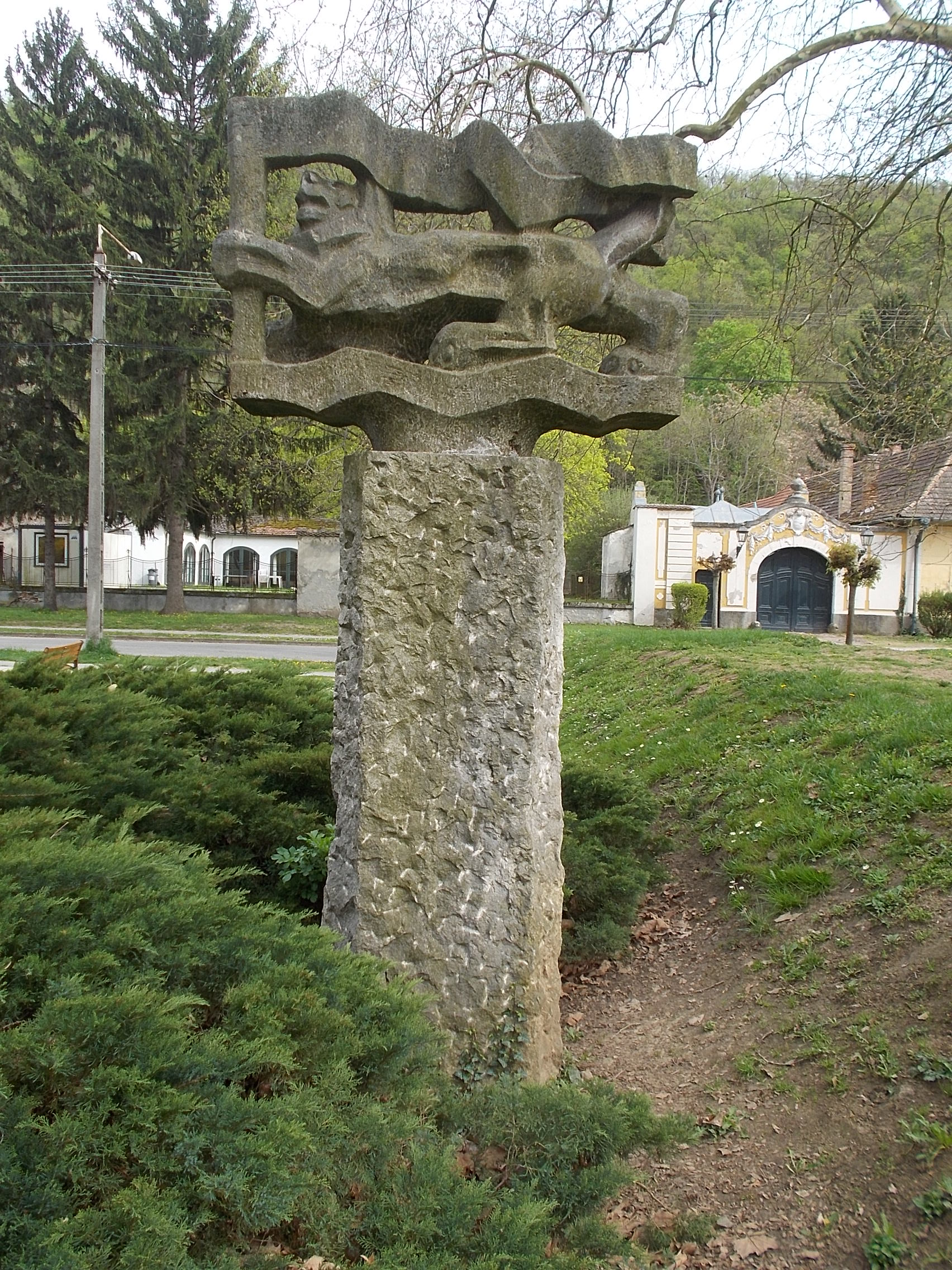
A visegrádi oroszlán

- Oroszlán parkdíszítő szobor – mészkő (Visegrád, 1972)
- Kétfigurás parkdíszítő szobor – mészkő (Balatonberény, 1975)
- Felszabadulási emlékmű – mészkő (Hajdúnánás, 1979)
- Ágaskodó Pegazus – mészkő (Budapest XVII. kerülete, 1982)[1]

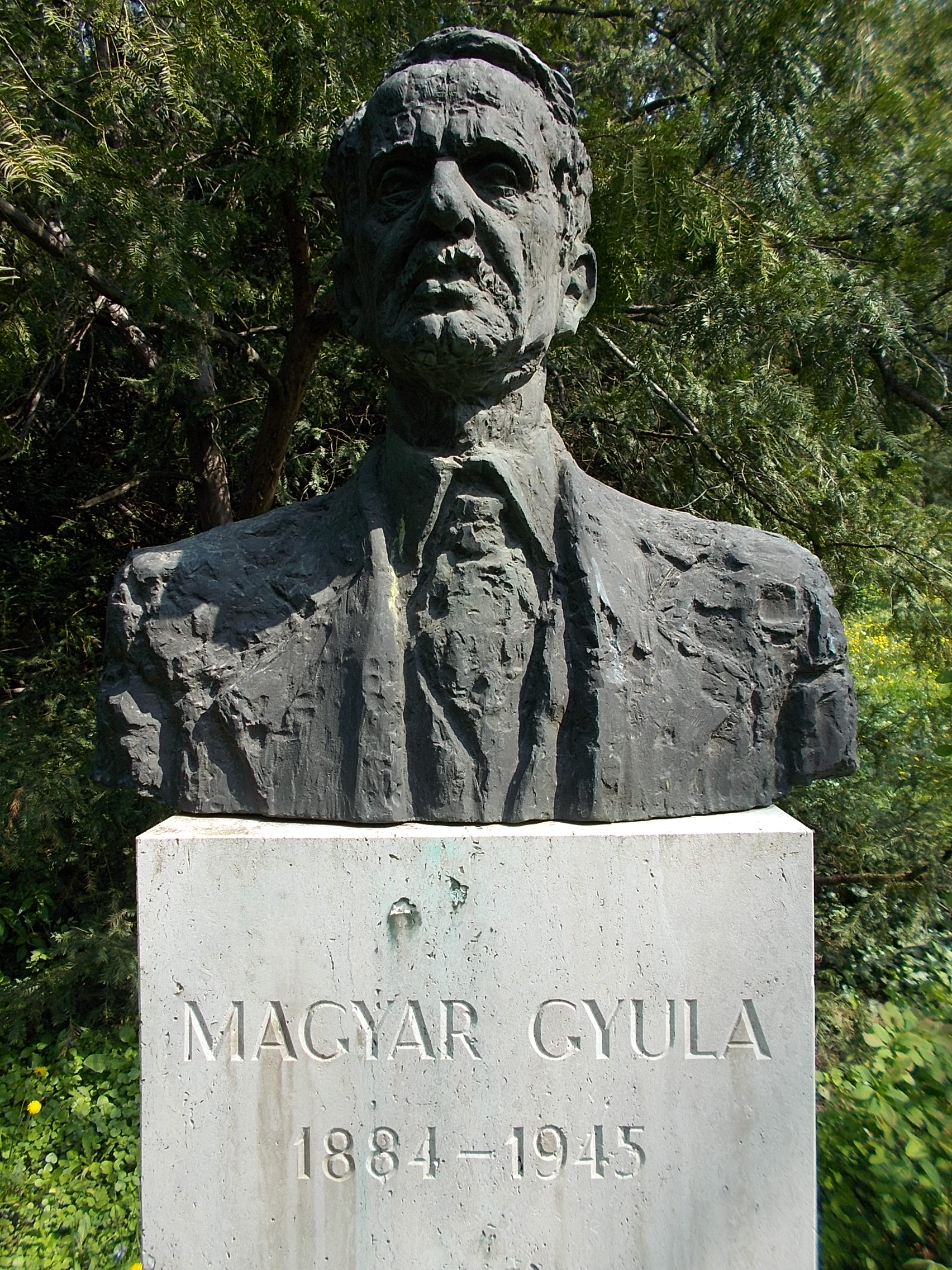
Magyar Gyula mellszobra

- Magyar Gyula mellszobra – bronz (Budapest XI. kerülete, 1984)
- Petőfi Sándor mellszobra – bronz (Kács, 1987)
- Budenz József mellszobra – bronz (Budapest II. kerülete, 1989)
- Cserkész emlékmű főalakja (Kisfaludi Strobl Zsigmond kisplasztikája nyomán) – bronz (Gödöllő, 1994)
- Cserkész emlékmű talapzatának domborművei (Olave és Robert Baden-Powell, Teleki Pál és Lindenmeyer Antónia) – bronz (Gödöllő, 1999)
- Nagy Zsuzsanna síremléke (Budapest, 2001)

## Díjai
- Derkovits-ösztöndíj (1969)
- Petőfi Sándor születésének 160. évfordulójára meghirdetett országos pályázat I. díja (1983)

## Részvétele csoportos kiállításokon
- 1978: Magyar szobrászat, Műcsarnok, Budapest
- 1983: Műcsarnok, Budapest